# Anna Karolína Schmiedlová
Anna Karolína Schmiedlová (Košice, 13 de setembro de 1994) é uma tenista profissional eslovaca.
Schmiedlová ganhou dezesseis títulos de simples na turnê ITF em sua carreira. Em 12 de outubro de 2015, ela alcançou seu melhor ranking em simples de número um do mundo 26. Em 15 de junho de 2015, ela alcançou a posição número de 213 no ranking de duplas. Em abril de 2012, ela também fez uma aparição para a equipe da Eslováquia na Fed Cup. A sua irmã mais nova, Kristína Schmiedlová [en] encerrou sua carreira no tênis profissional aos 21 anos.
Até Miami 2015, se apresentava como Anna Schmiedlová, optando por Anna Karolína Schmiedlová a partir do Torneio de Katowice no mesmo ano.

## Carreira

### 2013: Grand Slam e estreia no top 100
Schmiedlová se classificou para a chave principal de seu primeiro torneio Grand Slam no Aberto da França, chegando à segunda rodada onde perdeu em sets diretos.
Depois de Wimbledon, ela chegou à final do torneio de US$ 100k, Open de Biarritz, e perdeu para Stephanie Vogt em três sets.
Ela alcançou o top 100 pela primeira vez com uma classificação de N° 97 no ranking.

### 2014: terceira rodada do Aberto da França
Em maio, Schmiedlová venceu o Empire Slovak Open em Trnava. Ela derrotou a defensora do título Barbora Strýcová na final. Na semana seguinte, ela chegou à final do Aberto de Praga, perdendo para a britânica Heather Watson em dois sets.
No Aberto da França, Schmiedlová derrotou Zheng Jie na primeira rodada e surpreendeu a ex-número 1 do mundo, Venus Williams, com uma vitória em três sets na segunda rodada. Na terceira rodada, ela perdeu para Garbiñe Muguruza em dois sets.

### 2015: Estreia em finais e primeiro título WTA Tour
Em fevereiro, ela alcançou sua primeira final WTA no Rio Open, perdendo para Sara Errani em dois sets. Em abril, ela conquistou seu primeiro título WTA no Katowice Open, onde derrotou Camila Giorgi na final. Ela conquistou seu segundo título WTA no Bucareste Open, onde derrotou Errani na final.
No Wuhan Open, Schmiedlová conquistou sua primeira vitória entre as 10 primeiras e, portanto, a maior vitória de sua carreira, ao derrotar a ex-número 1 do mundo, Caroline Wozniacki, em três sets na segunda rodada.

### 2016: Grande queda, fora do top 100
Schmiedlová começou a temporada no Brisbane International, onde perdeu na primeira rodada para Varvara Lepchenko. Schmiedlová venceu sua primeira partida da temporada no Sydney International ao derrotar a sexta cabeça de chave Timea Bacsinszky na primeira rodada. Ela foi derrotada na segunda rodada pela vinda da qualificatória Monica Puig. Como 27ª cabeça de chave no Australian Open, Schmiedlová perdeu na primeira rodada para Daria Kasatkina.

### 2017
Nesse ano, Schmiedlová participou de vários torneios da ITF, chegando à três finais e sendo campeã em duas delas. Pela WTA participou da qualificatória para o US Open onde perdeu na terceira rodada para Kateryna Baindl em três sets.

### 2018: Terceiro título WTA, retorno ao top 100
Schmiedlová estava classificada como 132ª no ranking da WTA antes de ganhar a Copa Colsanitas, onde venceu Lara Arruabarrena na final. Foi seu primeiro título desde 2015 e resultou em seu retorno ao top 100 do ranking.

### 2019
Nesse ano, Schmiedlová teve uma participação bem discreta: seus únicos destaques foram no Hobart International em janeiro, onde chegou à final perdendo para Sofia Kenin e mais tarde em junho no Croatia Bol Open, onde chegou à semifinal e perdeu para Sara Sorribes Tormo.

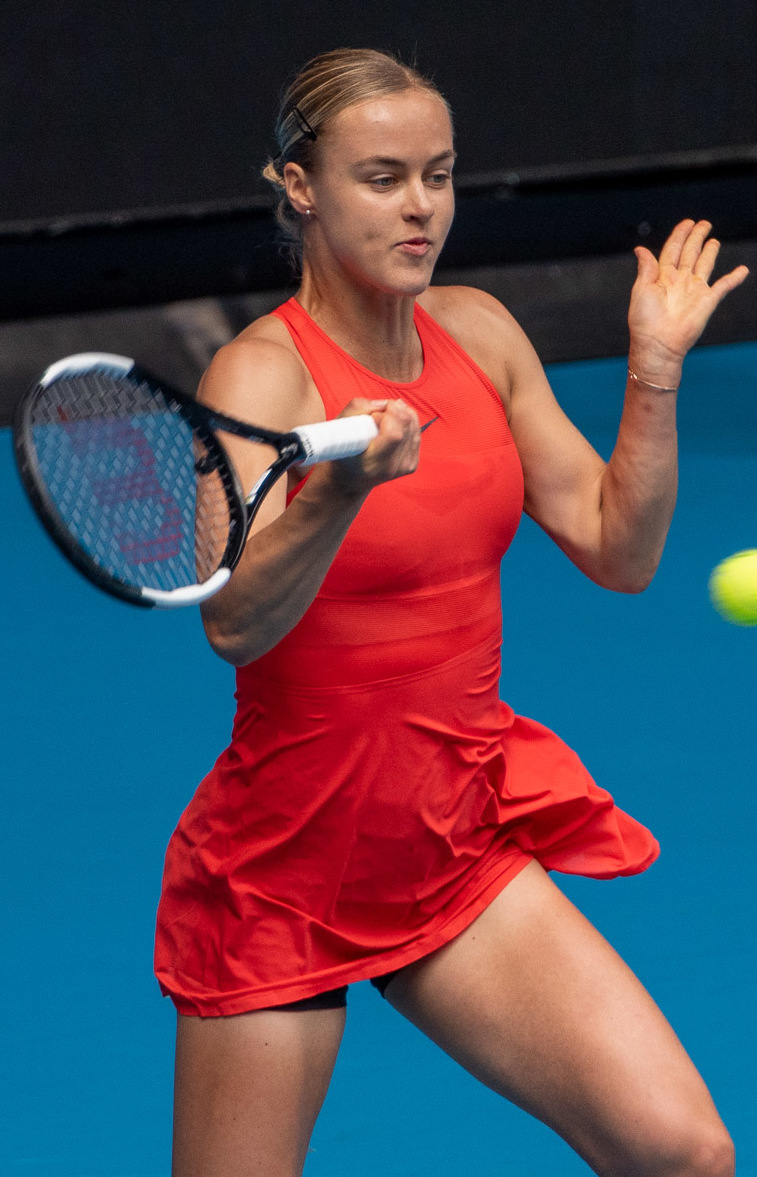
Schmiedlová no Australian Open.

### 2020: Primeira aparição na terceira rodada do Aberto da França em seis anos
Schmiedlová deu início à temporada no Brisbane International, onde perdeu para Marta Kostyuk na segunda rodada da qualificatória. Em Hobart, ela foi derrotada na primeira rodada da qualificatória por Nina Stojanović [en]. No Australian Open, ela perdeu sua partida da primeira rodada para a sexta cabeça de chave Belinda Bencic.
Jogando na eliminatória da Fed Cup contra a Grã-Bretanha, Schmiedlová ajudou a Eslováquia a vencer por 3–1 ao derrotar Heather Watson e Harriet Dart. Jogando no Aberto do México, Schmiedlová foi derrotada na primeira rodada por Anastasia Potapova. Vinda da qualificatória para o Monterrey Open, Schmiedlová venceu Venus Williams na primeira rodada. Ela então perdeu na segunda rodada para a nona cabeça de chave e eventual finalista, Marie Bouzková. Uma semana depois, competindo em um torneio de US$ 25k em Irapuato, México, ela foi derrotada na primeira rodada pela oitava cabeça de chave Renata Zarazúa [en].
Em agosto, Schmiedlová jogou no Sparta Praga Open. Como 24ª cabeça de chave, ela chegou às quartas de final, onde perdeu para a segunda cabeça de chave e eventual finalista Elisabetta Cocciaretto. Na preparação para o Aberto da França, Schmiedlová disputou a Istanbul Cup e chegou à segunda rodada, onde foi derrotada por Aliaksandra Sasnovich.
No Aberto da França, Schmiedlová venceu a finalista de 2002 e ex-número 1 do mundo, Venus Williams, em dois sets na primeira rodada. Na segunda, ela derrotou a décima cabeça de chave e ex-nº 1 do mundo, Victoria Azarenka, para chegar à terceira rodada pela primeira vez desde 2014. Mas sua campanha terminou lá com uma derrota em sets diretos para a vinda da qualificatória e eventual semifinalista, Nadia Podoroska.

### 2021
Os maiores destaques de Schmiedlová na temporada foram a final do Belgrade Ladies Open que perdeu para Arantxa Rus e a quarta de final no Transylvania Open onde perdeu para Aleksandra Krunić.

### 2022
Essa  foi outra temporada discreta para Schmiedlová. Seus maiores destaques foram: uma semifinal no Makarska Open onde perdeu para Elisabetta Cocciaretto, uma final de um torneio de US$ 60k onde perdeu para Eva Lys [en]  e um torneio de US$ 100k onde chegou à semifinal que perdeu para Kateryna Baindl, ambos da ITF.

### 2023: quarta rodada do Aberto da França
Classificada como nº 100 do ranking, Schmiedlová alcançou a quarta rodada do Aberto da França pela primeira vez em um torneio Major em sua carreira, derrotando a 11ª cabeça de chave Veronika Kudermetova, a "lucky loser" Aliona Bolsova [en] e a vinda da qualificatória Kayla Day. Ela foi a primeira eslovaca a chegar à segunda semana em um torneio Major desde Magdaléna Rybáriková no Australian Open de 2018, e a primeira a fazê-lo em Roland Garros desde as quartas de final de Dominika Cibulková em 2012. Na quarta rodada, ela perdeu para Coco Gauff.

### 2024
Schmiedlová teve um início de temporada discreto. Participou do Brisbane International, vencendo Caroline Dolehide na estreia em jogo de três sets e perdendo na segunda rodada para a "cabeça de chave" N° 6 Veronika Kudermetova em sets diretos. Logo depois, ela tentou o Hobart International, onde passou pela qualificatória sem perder nenhum set, venceu a também vinda da qualificatória Camila Osorio na primeira rodada em jogo de três sets e perdeu para a "cabeça de chave" N° 1, Elise Mertens na segunda em sets diretos. Permanecendo na Ásia, seu próximo compromisso foi no Thailand Open onde, como "cabeça de chave" N° 8, venceu Mai Hontama [en] na primeira rodada em dois sets muito equilibrados (ambos decididos no "tiebreak") e perdeu na segunda para Wang Yafan também em sets diretos. No giro americano, ela chegou à semifinal do ATX Open onde perdeu para a eventual campeã, Yuan Yue em sets diretos. Ficou na primeira rodada em Indian Wells e em Miami.
Schmiedlová deu início à temporada em quadras de saibro na Billie Jean King Cup, perdendo sua partida para Ela Nala Milić [en] em sets diretos. Em seguida, participou do Open de Rouen, no qual chegou às oitavas de final perdendo para Caroline Garcia em contundentes sets diretos. No Aberto de Madri, venceu Sofia Kenin na primeira rodada em sets diretos e perdeu na segunda para a cabeça de chave N° 8 Ons Jabeur em jogo de três sets. No Aberto de Roma, perdeu na primeira rodada para Aliaksandra Sasnovich em sets diretos. Seu próximo compromisso foi no Parma Ladies Open, no qual chegou à final e venceu a partida contra Mayar Sherif em jogo de três sets, ficando com o título. No Aberto da França, perdeu na primeira rodada para a vinda da qualificatória, Sara Errani, em sets diretos.
No torneio olímpico de tênis, Schmiedlová surpreendeu ao vencer Katie Boulter e mais três cabeças de chave (Beatriz Haddad Maia, Jasmine Paolini e Barbora Krejčíková) para alcançar a semifinal. Acabaria em quarto após perder para Donna Vekić e Iga Świątek.

## Finais da WTA

### Simples: 3 (2 títulos, 1 vice)
| Legenda                                 |
| --------------------------------------- |
| Grand Slam (0–0)                        |
| WTA Tour (0–0)                          |
| WTA Premier Mandatory & Premier 5 (0–0) |
| WTA Premier (0–0)                       |
| WTA International (1–1)                 |

| Títulos por Piso |
| ---------------- |
| Duro (1–0)       |
| Grama (0–0)      |
| Saibro (0–1)     |
| Carpete (0–0)    |

| Status | N° | Data     | Campeonato                         | Piso     | Oponente      | Placar        |
| ------ | -- | -------- | ---------------------------------- | -------- | ------------- | ------------- |
| Perdeu | 1. | Fev 2015 | Rio Open, Rio de Janeiro, Brasil   | Saibro   | Sara Errani   | 6–7(2–7), 1–6 |
| Venceu | 1. | Abr 2015 | Katowice Open, Katowice, Polônia   | Duro (i) | Camila Giorgi | 6–4, 6–3      |
| Venceu | 2. | Jul 2015 | Bucharest Open, Bucareste, Romênia | Saibro   | Sara Errani   | 7–6(7–3), 6–3 |

## Finais de Grand Slam júnior

### Simples: 1 (1 vice)
| Status | Ano  | Campeonato       | Piso   | Oponente    | Placar        |
| ------ | ---- | ---------------- | ------ | ----------- | ------------- |
| Perdeu | 2012 | Aberto da França | Saibro | Annika Beck | 6–3, 5–7, 3–6 |